# Інокентій IX
Інокентій IX (лат. Innocentius PP. IX; в миру Джованні Антоніо Факінетті де Нуче, італ. Giovanni Antonio Facchinetti de Nuce; 1519, Болонья, Папська держава — 30 грудня 1591, Рим, Папська держава) — 230-й Папа Римський (1591).

## Життя
Джованні Антоніо Факінетті вивчав юристпруденцію у Болоньї. Закінчивши навчання, 1544 року був секретарем у кардинала Александро Фарнезе, пізніше папи Павла III.
Пій IV 1560 року призначив його єпископом у Ламеція-Терме. У цьому сані брав участь у Тридентському соборі. 1566 року папа Пій V призначив його папським нунцієм у Венецію.
У зв'язку із проблемами із здоров'ям покинув посаду єпископа Ламеція-Терме. 12 грудня 1583 року папа Григорій XIII призначив його кардиналом. У зв'язку із станом здоров'я Григорія XIV фактично Факінетті займався папськими справами.

## Понтифікат
29 жовтня 1591 року конклав обрав Факінетті новим папою. Після виборів папа Інокентій IX помер за 2 місяці. Встиг зробити реформи Державного секретаріату Ватикану, розбивши його на три відділення.